# Panneau de gare

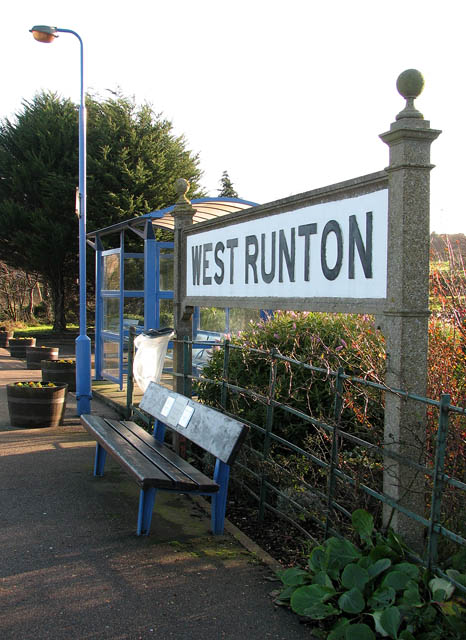
Un panneau de gare à la gare de West Runton

Un panneau de gare est un grand panneau indiquant le nom de la gare ferroviaire sur laquelle il se trouve. Ces panneaux permettent aux passagers de découvrir leur position lorsque le train entre en gare, même s'il est en mouvement.
Généralement, une gare disposant de deux quais dispose d'un panneau sur chacun des quais à proximité de son extrémité (par rapport à la marche normale des trains).
Au cours de la Seconde Guerre mondiale, au Royaume-Uni, ces panneaux ont été supprimés ou cachés pour éviter aux espions ennemis ou aux parachutistes de découvrir facilement leur position.